# Maghi: il risveglio
Maghi: il risveglio (Mage: The Awakening) è un gioco di ruolo edito dalla White Wolf, nuova versione di Mage: the Ascension, perfettamente correlato con tutta la nuova ambientazione del Mondo di tenebra (2005) e reso disponibile in italiano a partire dalla Vercon del 2006 edito dalla 25 Edition. Dal 2012 la gestione della linea è stata ceduta in licenza alla Onyx Path Publishing
Un mago è colui che riesce a vedere oltre la realtà materiale del creato, acquisendo la capacità di modificarne la trama, l'ordito: da qui scaturiscono i suoi poteri. Ogni mago è in sintonia mistica con una particolare struttura detta Torre di Guardia: una specie di enorme antenna sita nel Mondo Superno, adibita per qualche oscuro motivo a risvegliare i cosiddetti dormienti, cioè le persone comuni.
Pochi sono coloro che rispondono al richiamo della Torre di Guardia (nome originale Watchtower), pertanto il numero di risvegliati resta esiguo.
I maghi vantano origini dall'antica Atlantide, un luogo di tempi remoti in cui il Mondo Superno era in stretta relazione col mondo materiale. In seguito ad una catastrofica guerra di potere tra maghi, Atlantide è andata distrutta e il Mondo Superno ha subito una netta scissione da quello materiale, che da allora ha preso il nome di Mondo Caduto. Ciò che divide i due Mondi è una zona di vuoto assoluto detta Abisso, che impedendo la comunicazione tra i due, rende impossibile la pratica della magia. In un periodo imprecisato della storia dell'uomo, però, qualcosa nel Mondo Superno è accaduto, che ha permesso la nascita delle Torri di Guardia, ultimo collegamento tra i mondi.
In questo gioco abbiamo a disposizione 5 diversi tipologie di maghi, in base alla Torre di Guardia con cui hanno maggiore affinità.
Acanthus, Mastigos, Moros, Obrimos, Thyrsus.
Gli Arcana (singolare Arcanum) sono i segreti insegnamenti dei Misteri: sono i 10 elementi principali che compongono la Trama del Creato. Il grado di conoscenza di un Arcanum permette al mago di maneggiare alcuni fili della Trama stessa. Ogni tipologia di mago è più abile nell'imparare e nell'usare una coppia diversa di Arcana rispetto alle altre, e particolarmente inadatta nell'uso di una delle restanti.
Arcana:
- Morte, Fato, Forze, Vita, Materia, Mente, Prime, Spazio, Spirito, Tempo

A differenza della precedente versione, dove gli "arcana" (che erano chiamate sfere) erano solo nove, è stato aggiunto un nuovo arcanum "Morte" ed è stato cambiato il nome e in parte le proprietà di altri due tra essi: "Spazio" che si chiamava "Corrispondenze" e "Fato" che prima era "Entropia".
Alcuni concetti di particolare importanza:
- Dormiente: un essere umano che non conosce la magia. Si dice che la sua anima è coperta dalla Menzogna.
- Incantesimo celato: incantesimo generalmente poco evidente (ad esempio: telepatia, percezione degli spiriti, ...)  che può essere eseguito con relativa tranquillità in presenza di un Dormiente.
- Incantesimo volgare: incantesimo le cui conseguenze sono evidenti (ad esempio: telecinesi, volo, lampi di energia, ...) che rischia di innescare il Paradosso in caso sia eseguito in presenza di Dormienti
- Paradosso: alterazione, generalmente distruttiva, provocata dall'interferenza della Menzogna di un Dormiente in occasione dell'esecuzione di un incantesimo volgare.

Il manuale è composto per più della metà dalle descrizioni degli incantesimi che possono essere imparati dai maghi.